# Stanislav Lobotka
Stanislav Lobotka (phát âm tiếng Slovak: [ˈstaɲislaw ˈlɔbɔtka];sinh ngày 25 tháng 11 năm 1994) là một cầu thủ bóng đá chuyên nghiệp người Slovakia chơi ở vị trí tiền vệ trung tâm cho câu lạc bộ Serie A Napoli và Đội tuyển bóng đá quốc gia Slovakia .